# Formazione di Joe Satriani
Questa che segue è la lista di tutti i componenti del progetto solista di Joe Satriani.

## Storia
La band, nata nel 1987, ha subito vari cambi di formazione, inizialmente per impegni dei singoli membri, e successivamente per espresso volere dello stesso Satriani. Inizialmente, i componenti erano Jeff Campitelli ed Allen Whitman, che andavano a comporre il terzetto; successivamente si aggiunsero di volta in volta altri chitarristi, e anche dei tastieristi.
L'attuale formazione comprende inoltre il batterista Kenny Aronoff, noto come ex membro dei Lynyrd Skynyrd e dei Jefferson Airplane.
Nel corso degli anni la formazione si è avvalsa di turnisti quali Chad Smith (Red Hot Chili Peppers), Simon Phillips (Judas Priest) e Doug Winbish (Living Colour).
Anche alcuni collaboratori sporadici quali Mike Keneally e Matt Bissonette in seguito sono entrati nel gruppo come membri ufficiali.

## Formazione

### Attuale
- Joe Satriani - voce, chitarra (1987-presente)
- Chris Chaney - chitarra (2016-presente)
- Eric Caudieux - tastiera (2020-presente)
- Allen Whitman - basso (1987-1990; 2022-presente)
- Kenny Aronoff - batteria (2020-presente)

### Ex membri principali
- Jeff Campitelli - batteria (1987-1999)
- Stuart Hamm - basso (1990-2002)
- Mike Keneally - tastiere (1996-2012)
- Matt Bissonette - basso (2002-2015)
- Nathan East - basso (2015-2017)
- Bryan Beller - basso (2017-2020)
- Mark Menghi - basso (2020-2022)

### Turnisti
- Simon Phillips - batteria
- Doug Wimbish - basso
- Robert Fripp - chitarra
- Vinnie Colaiuta - batteria
- Chad Smith - batteria
- Marco Minnemann - batteria